# ون هیلن
ون هیلن (به انگلیسی: Van Halen) نام یک گروه هارد راک پر آوازهٔ آمریکایی است. خیلی از گروه های موسیقی مشهور در جهان از قبیل متالیکا، گانز ان روزز، بون جووی، گرین دی و.... از این گروه افسانه ای تاثیر گرفته اند.
ادی ون هیلن که از بزرگ‌ترین و بااستعدادترین نوازندگان گیتار الکتریک جهان می‌باشد گیتاریست اصلی این گروه است.
این گروه که در ۱۹۷۲ در پاسادینا، کالیفرنیا تشکیل شد، تا امروز فروش آلبوم ها و تک آهنگ های آن ها از مرز 100میلیون نسخه گذشته است.
ون هیلن از معدود گروه های موسیقی است که در ایالات متحده دو آلبوم با فروش بالای 10 میلیون نسخه را دارد.
فروش آلبوم ها و تک آهنگ های این گروه در ایالات متحده از مرز 65 میلیون نسخه گذشته است.
علاوه بر خوانندگان این گروه، یعنی دیوید لی راث و سمی هیگار، گیتاریست و نوازندهٔ درام این گروه، یعنی ادی ون هیلن و آلکس ون هیلن دارای شهرت زیادی بوده و جوایز متعددی از جمله معتبر ترین جایزه موسیقی در سطح جهانی جایزه گرمی را برنده شده‌اند.